# Santo Antão e São Julião do Tojal
A União das Freguesias de Santo Antão e São Julião do Tojal é uma freguesia portuguesa do município de Loures com 28,41 km² de área e 8605 habitantes (censo de 2021). A sua densidade populacional é 302,9 hab./km².

## História
Foi constituída em 2013, no âmbito de uma reforma administrativa nacional, pela agregação das antigas freguesias de Santo Antão do Tojal e São Julião do Tojal. A sede da nova freguesia situa-se em Santo Antão do Tojal, o maior e mais povoado dos Tojais.

## Demografia
A população registada nos censos foi:
| Ano  | 0-14 Anos | 15-24 Anos | 25-64 Anos | > 65 Anos |
| 2001 | 1250      | 1157       | 4076       | 1309      |
| 2011 | 1180      | 943        | 4268       | 1662      |
| 2021 | 1272      | 883        | 4445       | 2005      |

À data da junção das freguesias, a população registada no censo anterior foi:
| Freguesia atual                   | Freguesia atual | Freguesia atual | Freguesias antigas   | Freguesias antigas | Freguesias antigas |
| Freguesia                         | População(2011) | Área(km²)       | Freguesia            | População(2011)    | Área(km²)          |
| --------------------------------- | --------------- | --------------- | -------------------- | ------------------ | ------------------ |
| Santo Antão e São Julião do Tojal | 8053            | 28,41           | Santo Antão do Tojal | 4216               | 15,13              |
| Santo Antão e São Julião do Tojal | 8053            | 28,41           | São Julião do Tojal  | 3837               | 13,28              |